# Покровск (Донецка област)
Покрòвск е град в Украйна, административен център на градска община Покровск и Покровски район на Донецка област. Намира се на 56 km северозападно от Донецк и е в часова зона UTC+2. До 1934 г. е гаровото село Гришине, през 1934–1938 г. – Постишеве, през 1938–1962 г. – град Красноармийске, през 1962–2016 г. – Красноармийск.

## История
Първоначалното име на селището е Грѝшине, произлизащо от името на най-близкия енорийски център по това време село Гришине. По данни от 1859 г. в държавното селище Гришине, Бахмутски уезд, Екатеринославска губерния, живеят 3016 души (1523 мъже и 1493 жени), има 435 чифлика, има православен храм и поща, провеждат се три панаира на година. 
Селището е основано през 1875 г., когато по решение на Министерството на пътищата и съобщенията на Руската империя в Гришинската селска община на Бахмутски уезд, Екатеринославска губерния бил закупен поземлен участък за строителство на железопътна гара на 8,5 км от село Гришине. Построяването на жп гара Гришине дава живот на населено място около нея – гаровото село Гришине (Покровск). Получава статут на град през 1938 г.
При нападението на Хитлеристка Германия над Съветския съюз по време на Втората световна война градът е окупиран от Вермахта на 21 октомври 1941 г. През февруари 1943 г. има битка за града, която продължава 12 дни. В нощта на 10 срещу 11 февруари 1943 г. Красноармийск е освободен от съветския 4-ти гвардейски танков корпус. След повторното завладяване от 5-а СС танкова дивизия Викинг с подкрепата на 333-та пехотна и 7-ма танкова дивизии, на 18 февруари 1943 г. край града са открити множество мъртви хора. От документите от германското разследване във Федералния архив е запазена само брошура, публикувана от Центъра за разследване на Вермахта от името на Министерството на външните работи. Твърди се, че общо 596 военнопленници са били убити. Според немските данни, от тях 428 са германци (406 членове на Вермахта), а останалите – от съюзните му армии на страните от Оста. Няма публикувани данни за провеждано международно разследване по случая. На 23 февруари 1943 г. градът отново е изцяло завладян от германските войски. Окончателно е освободен от Червената армия на 8 септември 1943 г. През Великата отечествена война на съветския народ над 1000 жители на Покровск са били унищожени от германските окупатори. 8295 съветски воини са загинали при сражения в района на града. 4788 жители на Красноармийск са загинали на фронта по време на войната.
От януари 1963 г. градът е административен център на район. На 12 май 2016 г., като част от декомунизацията в Украйна, името е променено на Покровск.
По време на войната в Донбас през 2014–2022 г. градът е близо до фронтовата линия със сепаратистката Донецка народна република. В началото на октомври 2024 г. по-голямата част от инфраструктурата в града е унищожена по време на войната между Русия и Украйна.

## Население
Населението на Покровск е нараствало до 1989 г., след което намалява:
| година     | 1908 | 1923 | 1926  | 1939  | 1959  | 1970  | 1979  | 1989  | 2001  | 2011  | 2014  | 2022  | 8.2024 | 4.10.2024 |
| население  | 8038 | 8203 | 11335 | 29617 | 47974 | 55044 | 59864 | 72859 | 69154 | 65447 | 64533 | 60127 | 48000  | 13050     |
| Източници: |      |      |       |       |       |       |       |       |       |       |       |       |        |           |

## Снимки
- Покровск през 2012 – 2017 г.
- Център на града
- Паметник на загиналите войници през 1917-1921 г. и 1941-1945 г.
- Църква „Св. Архангел Михаил“
- ЖП гара